# Manchester by the Sea
Pour la ville, voir Manchester-by-the-Sea.
Pour plus de détails, voir Fiche technique et Distribution.
Manchester by the Sea est un film dramatique américain écrit et réalisé par Kenneth Lonergan, sorti en 2016.
Le film se déroule à Manchester-by-the-Sea, une petite ville côtière de l'est des États-Unis proche de Boston. Il raconte l'histoire d'un homme, Lee Chandler (joué par Casey Affleck), qui doit s'occuper de son jeune neveu à la suite de la mort brutale du père de celui-ci. Mais Lee est traumatisé par un drame familial survenu dans cette ville des années auparavant et il éprouve de grandes difficultés à gérer cette situation.
Le film obtient de nombreuses récompenses notamment deux Oscars en 2017 : celui du meilleur acteur pour Casey Affleck et celui du meilleur scénario original.

## Synopsis
Lee Chandler travaille comme homme à tout faire dans plusieurs immeubles de la banlieue de Boston. Il est souvent bourru et impoli avec les résidents chez qui il vient faire des réparations ce qui lui vaut une réprimande de la part de son chef. Un peu plus tard, il déclenche une bagarre dans un bar sous un prétexte futile. Il apprend que son frère Joe, un pêcheur qui habite à Manchester-by-the-Sea, a subi une crise cardiaque. Lee se rend aussitôt à l'hôpital, mais son frère meurt d'un arrêt cardiaque avant son arrivée. Lee tient à annoncer lui-même la mauvaise nouvelle à Patrick, le fils adolescent de Joe. Lee loge ensuite avec Patrick dans la maison de Joe. Lee croit que la mère de Patrick est injoignable mais, quelques instants plus tard, Patrick envoie secrètement un  message électronique à sa mère pour lui annoncer le décès de son père. Le lendemain, Lee rencontre le notaire pour lire le testament de son frère et il est très surpris en découvrant que son frère l'a nommé tuteur légal de Patrick.
Plusieurs retours en arrière révèlent que Lee a vécu à Manchester avec son épouse Randi et leurs trois jeunes enfants. Une négligence qu’il a commise alors qu’il était en état d'ébriété a conduit à un incendie de leur maison qui a tué leurs enfants. Aucune charge pénale n'a été retenue contre lui, mais après avoir été interrogé au poste de police, Lee a saisi une arme à feu dans l'étui d'un policier et tenté de se suicider. Lee et sa femme ont divorcé et Lee a quitté la ville. Très marqué par ces événements, Lee est réticent à s’engager dans la tutelle et il refuse de revenir habiter à Manchester où les habitants le rejettent, car ils le jugent responsable de la perte de sa famille.
Lee apprend à Patrick que l'enterrement de son père ne pourra se faire qu'au printemps à cause du sol gelé, l'idée que le corps de son père sera conservé dans un congélateur en attendant perturbe beaucoup le jeune homme. Lee veut que Patrick vienne vivre à Boston avec lui, mais ce dernier est profondément enraciné dans la communauté de Manchester et s’oppose fermement à cette idée. Lee s'engage à rester que jusqu'à la fin de l'année scolaire. Au fil du temps, Patrick et Lee établissent des liens affectifs, malgré des conflits fréquents à propos du déménagement, du bateau de Joe ou des petites amies de Patrick.
À travers des retours en arrière, on apprend que la mère de Patrick, Elise, a eu des problèmes d'alcool et a abandonné sa famille. Lee s'oppose donc à ce que Patrick renoue avec elle. Celle-ci invite Patrick à déjeuner avec elle et son compagnon Jeffrey. Elle s'est engagée dans le christianisme et est devenue sobre mais lors du repas, Patrick n'arrive pas à communiquer avec elle. Il est encore plus déçu lorsque Jeffrey lui envoie un courrier électronique où il insiste pour être un intermédiaire dans toute communication future entre Patrick et sa mère. Après ce déjeuner, Lee fait des commentaires positifs au sujet de la sobriété d'Elise, Patrick pense alors que son oncle tente de se débarrasser de lui en l'envoyant chez sa mère. En réponse à cette tension dans leur relation, Lee cherche à être plus aimable avec Patrick et il accepte de remplacer le moteur du bateau que Patrick a hérité de son père. Lee cherche aussi un travail à Manchester pour pouvoir y rester mais sa mauvaise réputation lui laisse peu de chances d'être embauché. 
Lee rencontre par hasard son ex-femme Randi et son nouveau-né, Dylan. Randi en pleurs exprime ses remords pour le traitement qu'elle lui a fait subir pendant leur divorce. Lee repousse ses excuses, estimant qu'il ne les mérite pas. Il s'en va rapidement avant d'être submergé par l'émotion. Désemparé et ivre, Lee lance une bagarre dans un bar au cours de laquelle il prend des coups de poing au visage. Il se réveille dans le salon de son ami George et tombe en larmes. À la maison, Patrick ressent plus de compassion envers son oncle après avoir vu son visage blessé et les photos des enfants décédés affichées dans la chambre de Lee.
Lee fait en sorte que George et son épouse adoptent Patrick afin que l'adolescent puisse rester à Manchester tandis que lui habitera à Boston. Patrick demande à Lee pourquoi il ne peut pas rester à Manchester, Lee répond simplement qu'il n'en a pas la force. Au cours d'une promenade après l'enterrement de Joe, Lee dit à Patrick qu'il cherche un logement à Boston avec une pièce supplémentaire pour que Patrick puisse lui rendre visite quand il le veut. Dans la scène finale, Lee et Patrick, réconciliés, sont à la pêche sur le bateau.

## Fiche technique
- Titre original : Manchester by the Sea
- Réalisation et scénario : Kenneth Lonergan
- Direction artistique : Ruth De Jong
- Décors : Florencia Martin
- Costumes : Melissa Toth
- Photographie : Jody Lee Lipes
- Montage : Jennifer Lame
- Musique : Lesley Barber
- Producteurs : Lauren Beck, Matt Damon, Chris Moore, Kimberly Steward et Kevin J. Walsh
  - Coproducteur : Ryan H. Stowell
  - Producteurs délégués : Declan Baldwin, Josh Godfrey, John Krasinski et Bill Migliore
- Sociétés de production : Amazon Studios, K. Media, The Farm et B Story
- Sociétés de distribution : Amazon Studios (États-Unis), Universal Pictures International France (France)
- Budget : 9 000 000 $ [1]
- Recettes : 79 000 000 $
- Pays d'origine :  États-Unis
- Langue originale : anglais
- Format : couleur — Digital Cinema Package — 1,85:1 — son Dolby Digital
- Genre : drame
- Durée : 135 minutes
- Dates de sortie [2] : 
  -  États-Unis :
    - 23 janvier 2016 (festival du film de Sundance) 
    - 18 novembre 2016 (sortie nationale)

  -  France : 14 décembre 2016
- Classification :
  -  États-Unis : R
  -  France : Tous publics (visa d'exploitation no 145511 délivré le 28 novembre 2016)

## Distribution

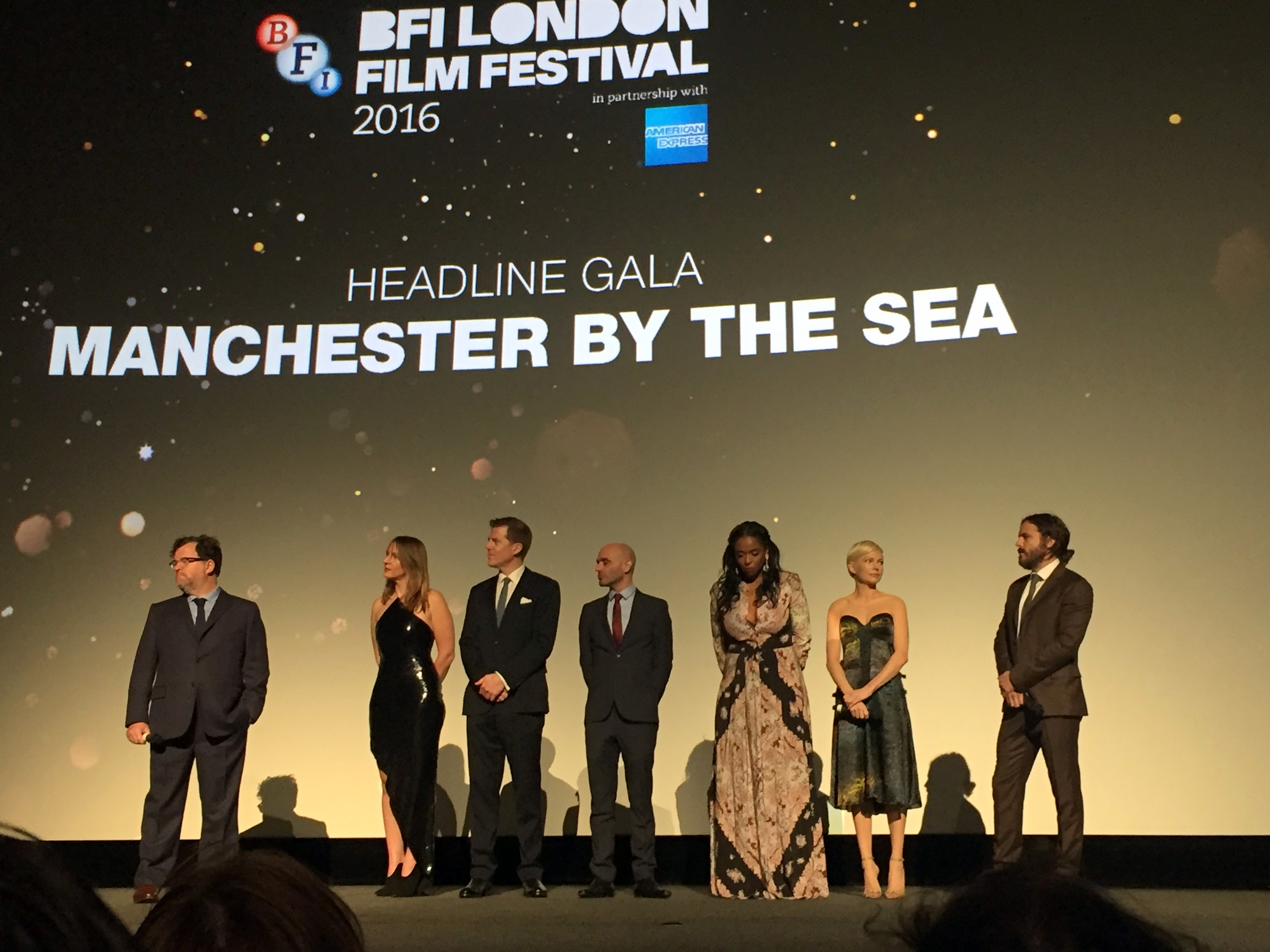
L'équipe du film à la première européenne du film, en octobre 2016.

- Casey Affleck (VF : Jean-Christophe Dollé) : Lee Chandler, frère de Joe et oncle de Patrick
- Michelle Williams (VF : Laëtitia Coryn) : Randi, l'ex-femme de Lee
- Lucas Hedges (VF : Gabriel Bismuth-Bienaimé) : Patrick Chandler, fils de Joe et neveu de Lee
- Kyle Chandler (VF : Emmanuel Curtil) : Joe Chandler, père de Patrick et frère de Lee
- Gretchen Mol : Elise, mère de Patrick
- C.J. Wilson (en) (VF : Nicolas Justamon) : George, ami de la famille Chandler
- Jami Tennille : Janine, l'épouse de George
- Anna Baryshnikov : Sandy, une des petites amies de Patrick, chanteuse de leur groupe
- Heather Burns (VF : Virginie Méry) : Jill, la mère de Sandy, attirée par Lee
- Kara Hayward : Silvie, une des petites amies de Patrick
- Matthew Broderick (VF : William Coryn) : Jeffrey, le compagnon de la mère de Patrick
- Ruibo Qian : docteur Bethany
- Tate Donovan (VF : Frédéric Darie) : l'entraineur de hockey
- Stephen Henderson : Mr. Emery, le chef de Lee
- Josh Hamilton : le notaire

## Production

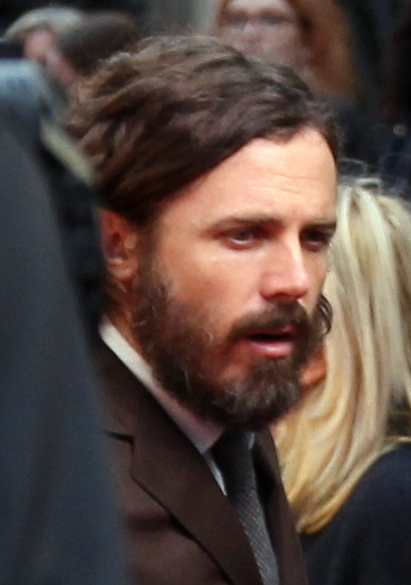
L'acteur Casey Affleck à la première européenne du film en octobre 2016.

Matt Damon fut le premier à s'intéresser au projet qu'il souhaitait diriger et interpréter. Il proposa alors l'idée à Kenneth Lonergan dans l'optique que celui-ci puisse en écrire le scénario. Très vite cependant, Matt Damon a dû s'écarter quelque peu du projet pour des questions de planning. Kenneth Lonergan a dès lors repris les rênes du film et en a proposé le rôle principal à Casey Affleck, acteur qu'il a précédemment dirigé sur scène (notamment dans sa pièce This Is Your Youth).

## Analyse
Le film a pour thème un chagrin qui est très difficile voire impossible à surmonter. Le personnage de Lee Chandler est hanté par son passé, passé qu'il a essayé de fuir en quittant sa ville natale. Dans un article dans Le Cinéaste, le critique Colin Fleming écrit « la question que Lonergan nous invite à nous poser est : comment peut-on continuer à vivre après un événement aussi rempli de culpabilité et lors duquel on a tant perdu ». 
L'apparition des flashes-backs de manière intrusive dans le film, rappelle la fatalité à laquelle le personnage est confronté. Il a beau vouloir ne plus y penser, tout oublier, ce qu'il a fait le poursuivra toute sa vie et hantera son esprit.

## Accueil

### Accueil critique
L'accueil critique est globalement très positif : le site Allociné recense une moyenne des critiques presse de 4,5/5, et des critiques spectateurs à 4,3/5. Le site américain Rotten Tomatoes décerne une note moyenne de 8.9/10, avec 97 % de bonnes critiques sur un total de 172.

### Box-office
- France : 472 364 entrées[6]

## Distinctions

### Récompenses
- Oscars 2017 :

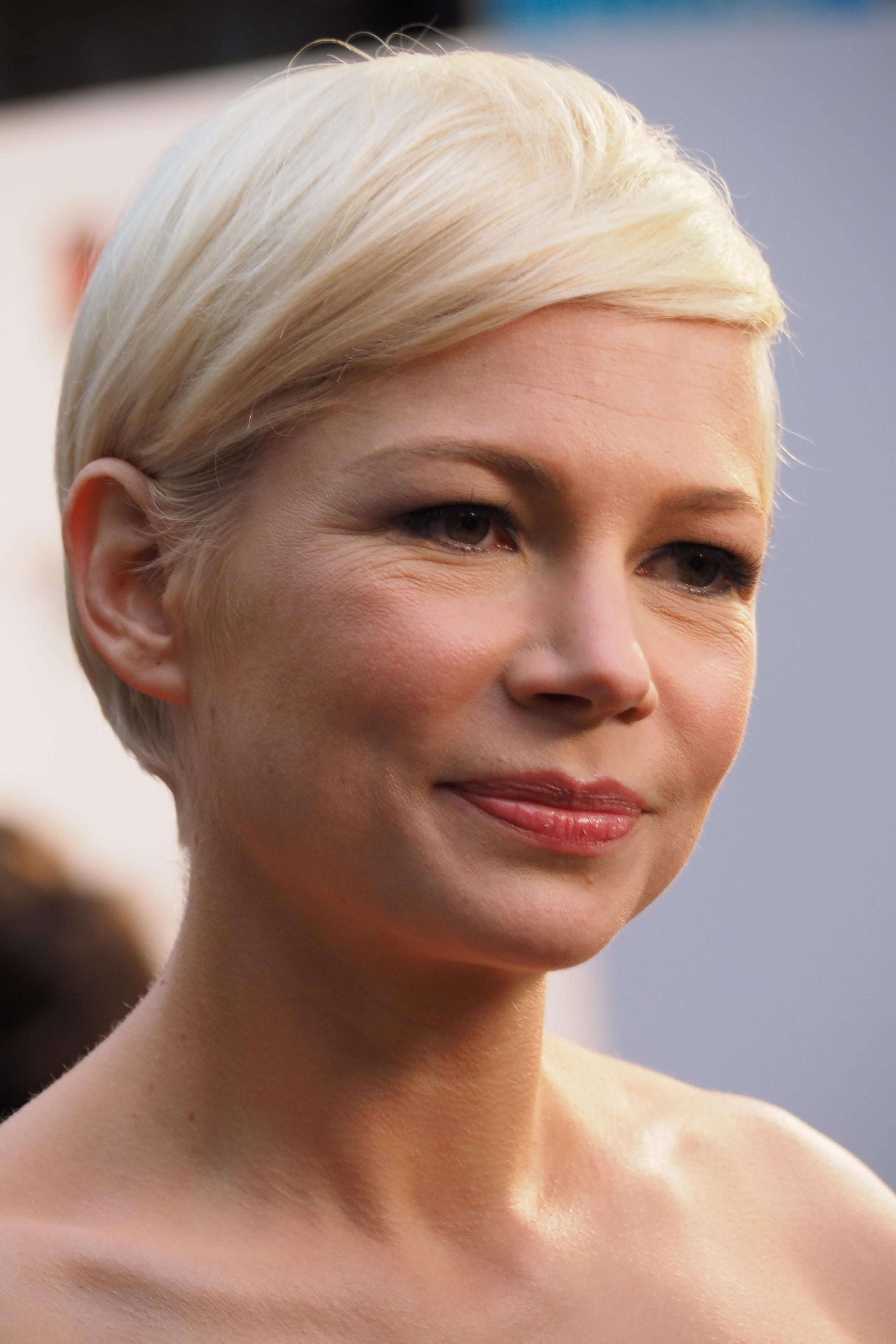
L'actrice principale Michelle Williams, également à la première européenne, organisée à Manchester.

  - Meilleur acteur pour Casey Affleck
  - Meilleur scénario original
- Boston Online Film Critics Association Awards 2016 : 
  - Meilleur acteur pour Casey Affleck
  - Meilleure actrice dans un second rôle pour Michelle Williams
  - Meilleur scénario original

- Gotham Independent Film Awards 2016 : Meilleur acteur pour Casey Affleck
- National Board of Review Awards 2016 : 
  - Meilleur film
  - Meilleur acteur pour Casey Affleck
  - Meilleur espoir pour Lucas Hedges
  - Meilleur scénario original
- New York Film Critics Circle Awards 2016 :
  - Meilleur acteur pour Casey Affleck
  - Meilleure actrice dans un second rôle pour Michelle Williams
  - Meilleur scénario original

- Golden Globes 2017 : Meilleur acteur dans un film dramatique pour Casey Affleck
- British Academy Film Awards 2017 : 
  - Meilleur scénario original
  - Meilleur acteur pour Casey Affleck

### Nominations
- Oscars 2017 :
  - Meilleur film
  - Meilleur réalisateur
  - Meilleure actrice dans un second rôle pour Michelle Williams
  - Meilleur acteur dans un second rôle pour Lucas Hedges